# Aspasia Manos
Aspasia Manos (Atenas, 4 de setembro de 1896 – Veneza, 7 de agosto de 1972) foi uma plebeia grega que se casou com o rei Alexandre da Grécia. Por causa das controvérsia criadas pela união dos dois, Aspasia foi chamada de "Madame Manos" ao invés de rainha, sendo reconhecida como "Princesa Alexandre da Grécia e Dinamarca" apenas anos após a morte do marido por seu sogro o rei Constantino I.

## Princesa da Grécia e da Dinamarca

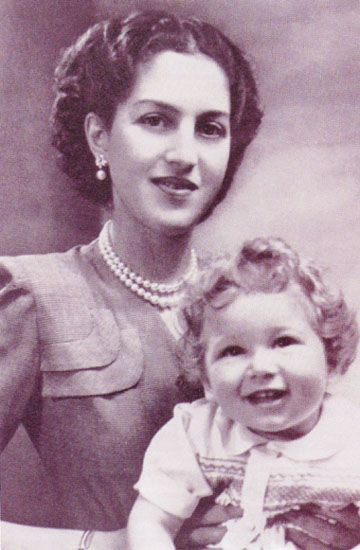
Alexandra da Jugoslávia; filha de Aspasia; com o seu filho, o príncipe-herdeiro Alexandre.

Em 4 de novembro de 1919, em Tatoi, Aspasia Manos casou com o rei Alexandre I da Grécia num casamento secreto, civil.
O casamento causou um escândalo, e o casal foi obrigado a fugir temporariamente para Paris. Ela nunca teve o título de rainha, sendo conhecida como Madame Manos por aqueles cientes do casamento. Alexandre viveu menos de um ano após o casamento. Seu pai, o rei Constantino I da Grécia, foi restaurado ao trono grego de um mês depois da morte de Alexandre e voltou do exílio. Seu governo foi oficialmente tratado o breve reinado de seu filho falecido como uma regência, o que significava que o casamento de Alexandre, contratado sem a permissão de seu pai, era tecnicamente ilegal, o vazio, casamento e filho póstumo do casal ilegítimo.
A pedido da mãe de Alexandre, a rainha Sofia, aprovou uma lei em julho de 1922 que permitiu que o Rei a retroativamente reconhecer casamentos de membros da Família Real, embora de forma não-dinástica. Então, o Rei Constantino promulgou um decreto, a 10 de setembro de 1922, reconhecendo o casamento de Alexandre com Aspásia. Daí em diante, ela e sua filha foram concedidas a título de "Princesa da Grécia e Dinamarca" e o estilo de Alteza Real. Este título foi habitualmente suportados pelos não-reinante membros da família real grega, que também passou a ser membros da um ramo cadete da dinastia reinante da Dinamarca.
Aspasia e Alexandre eram os pais de apenas uma filha, a princesa Alexandra da Grécia e da Dinamarca, nascida cinco meses após a morte de Alexandre em Tatoi (seu pai tinha morrido de sepse após uma mordida de macaco). Alexandra viria a se casar com Pedro II da Jugoslávia.
Aspasia Manos e sua filha eram os únicos membros da dinastia Glücksburg, a Casa Real grega,de ascendência grega recente. Como a maioria das famílias reais europeias, no século XX, o Glucksburgs eram predominantemente de descendência alemã.

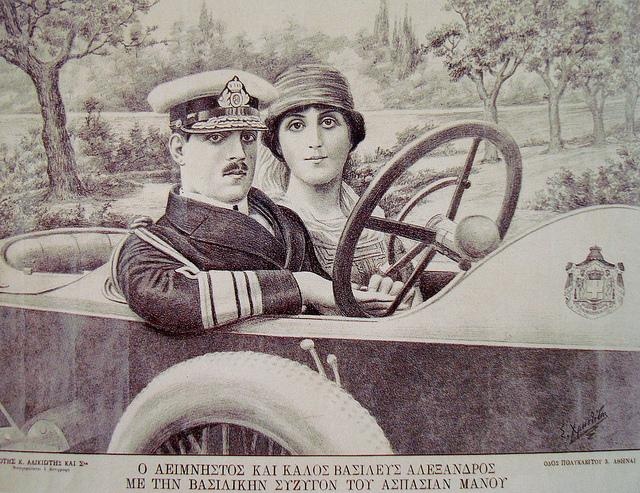
Aspasia com o marido, Alexandre.

Devido à combinação dos problemas de saúde da sua filha e de seu genro, circunstâncias financeiras precárias e casamento conturbado, Aspasia atuou como tutor para seu neto Alexandre, Príncipe Herdeiro da Iugoslávia (nascido em 1945). Apenas um mês antes de sua morte, Alexandre casou com a Princesa Maria da Glória de Orléans-Bragança.
Ela morreu em Veneza, e foi inicialmente enterrada no cemitério de San Michele, uma ilha perto de Veneza. Seus restos mortais foram posteriormente transferidos para o cemitério real no parque de Tatoi perto de Dekeleia (23 km ao norte de Atenas).
Os únicos descendentes dela vivos são seu único neto Alexandre, príncipe herdeiro da Iugoslávia, e seus três bisnetos: príncipe Peter da Iugoslávia, príncipe Philip da Jugoslávia e príncipe Alexander da Iugoslávia.

## Família
Aspasia nasceu em Atenas, filha do Coronel Petros Manos e de sua esposa, Maria Argyropoulos (1874-1930). Sua família descende, em parte, de gregos que vivem em Constantinopla.
Sua ascendência é profundamente enraizado na Vlach em grego ("Romaion") os povos dos Balcãs, em particular nos principados do Danúbio, bem como no Peloponeso e Constantinopla.
Alguns de seus antepassados tinham sido os líderes durante a Guerra da Independência Grega, alguns tinham sido líderes Helénica em Constantinopla durante séculos sob o Império Otomano, e alguns tinham mesmo sido príncipes reinantes das províncias do Danúbio. Ela pertencia a uma das famílias mais aristocráticas da Grécia, e foi considerada uma consorte adequada para um rei grego por alguns, mas não por aqueles que esperavam realeza para se casar só realeza.